# Ore disperate (dramma)
Ore Disperate (The Desperate Hours) è un'opera teatrale di Joseph Hayes, tratta dal suo omonimo romanzo. L'opera ha debuttato a Broadway nel 1955 e ha vinto il Tony Award alla migliore opera teatrale.